# Джакобоне, Николас
Николас Джакобоне (исп. Nicolás Giacobone) — аргентинский сценарист, который выиграл премию «Оскар» за лучший оригинальный сценарий за фильм 2014 года «Бёрдмэн» на 87-й церемонии вручения премии в 2015 году.

## Личная жизнь
Он является внуком кинорежиссёра Армандо Бо, его дядей является актёр Виктор Бо, а его кузеном является партнёр-сценарист Армандо Бо-мл., с которым он выиграл «Оскар» и «Золотой глобус». Джакобоне сейчас состоит в отношениях с трансгендерной женщиной Марианой.

## Фильмография
- Бёрдмэн / Birdman (2014)
- Последний Элвис / El último Elvis (2011)
- Бьютифул / Biutiful (2010)